# Вестовы (дворянский род)
Вестовы (Вистовы) — дворянский род иноземного происхождения.

## История рода
Немчин Семён Вестов служил по Новгороду (1616). Немчин Захар Иванович упомянут (1616), владел поместьем в Нижегородском уезде (1629), Торговый немец Павел Вестов упомянут (1641). Семён Вестов капитан солдатского строя (1661). Юрий Вестов послан в Голштинию (1652), Голландию (1655). Полковники солдатского строя: Самуил (1678—1697), Михаил Захарьевич (1678—1689) и Захарий Михайлович (1696). 
Ефим Михайлович Вестов — капитан Семёновского полка (1695), ранен при Нарве (1700), за Лесную (1708) произведен из майоров в подполковники Семеновского лейб-гвардии полка, в этом чине сражался при Полтаве (1709). Позже — полковник украинского ландмилицкого полка.
Полковник Вестов фон Дельден взят в плен шведами под Нарвою (1700).